# Penrith Panthers
Die Penrith Panthers sind ein australischer Rugby-League-Verein aus Sydney. Das Team gehört seit 1967 in der höchsten nationalen Spielklasse, der heutigen National Rugby League, an. Die primären Vereinsfarben sind Schwarz und Türkis, die sekundären Weiß und Pink. Ihre Heimspiele tragen die Panthers im 22.500 Zuschauer fassenden Penrith Stadium aus.

## Geschichte
1967 nahm die New South Wales Rugby Football League (NSWRFL), die damals noch ausschließlich aus in Sydney ansässigen Teams bestand, erstmals eine Mannschaft aus dem westlichen Stadtteil Penrith auf. Die Panthers waren jedoch nicht in der Lage, erfahrene Spieler zu verpflichten, und rekrutierten ihr Team fast ausschließlich aus dem eigenen Nachwuchs. Die ersten zwei Jahrzehnte der Vereinsgeschichte waren durch nahezu völlige Erfolglosigkeit gekennzeichnet, erst 1985 konnte Penrith zum ersten Mal die Play-offs erreichen. In den folgenden Jahren waren die Panthers erstmals in der Lage, eine echte Top-Mannschaft aufzubieten, die sich gegenüber den großen Vereinen der Liga als konkurrenzfähig erwies. 1990 zog das Team um Greg Alexander und John Cartwright erstmals in ein Grand Final ein, unterlag dort jedoch den Canberra Raiders mit 14:18. 1991 gewann Penrith als bestes Team der Regular Season seine erste Minor Premiership, und konnte anschließend in einer Neuauflage des Vorjahres-Endspiels gegen die Raiders Revanche nehmen und durch einen 19:12-Erfolg den ersten Meistertitel erringen. Kurz nach dem Triumph zerfiel das Erfolgsteam jedoch und die Panthers fielen zurück in die sportliche Bedeutungslosigkeit. Im Jahr 2003 gewann Penrith völlig überraschend zum zweiten Mal die Minor Premiership, nachdem man zwei Jahre zuvor noch den Wooden spoon entgegennehmen musste. Wie schon 1991 bestätigte das Team seine Form auch in den Play-offs und gewann durch 18:6 im Grand Final gegen die favorisierten Sydney Roosters die zweite Meisterschaft. Doch wiederum war der Erfolg nicht von Dauer: Schon 2007 erfolgte ein weiterer Wooden spoon, und die 2010er Jahre verliefen äußerst durchwachsen und ohne nennenswerte Erfolge.
Erst 2020 konnte sich Penrith mit dem Gewinn der Minor Premiership wieder als Spitzenteam etablieren, wenngleich das Grand Final mit 20:26 gegen die Melbourne Storm verloren ging. 2021 zogen die Panthers erneut ins Grand Final und sicherten sich durch ein 14:12 über die South Sydney Rabbitohs die dritte Meisterschaft der Vereinsgeschichte. 2022 verteidigte Penrith den Titel durch einen 28:12-Erfolg im Grand Final gegen die Paramatta Eels, und 2023 gelang den Panthers durch einen 26:24-Finalsieg über die Brisbane Broncos die erneute Titelverteidigung. Damit war die Mannschaft um Spielmacher Nathan Cleary das erste Team der NRL-Ära, welches drei Meisterschaften in Folge gewinnen konnte. Durch den erneuten Gewinn der Meisterschaft 2024 sind die Penrith Panthers das erste Team, das diese zum vierten Mal in Folge für sich entscheiden konnte.

## Erfolge
- Meisterschaften (5): 1991, 2003, 2021, 2022, 2023, 2024
- Vize-Meisterschaften (2): 1990, 2020
- Minor Premierships (4): 1991, 2003, 2020, 2022, 2023

### Teilnahmen von Spielern am NRL All-Stars Game
| Name              | Position                                                                                  | Teilnahme(n)     | Mannschaft           |
| Michael Jennings  | Innendreiviertel                                                                          | 2010, 2011, 2012 | NRL All Stars        |
| Petero Civoniceva | Pfeiler                                                                                   | 2011             | NRL All Stars        |
| Luke Lewis        | Zweite-Reihe-Stürmer, Dritte-Reihe-Stürmer, Innendreiviertel, Verbinder, Außendreiviertel | 2012             | NRL All Stars        |
| Tim Grant         | Pfeiler                                                                                   | 2013             | NRL All Stars        |
| Matt Moylan       | Schlussmann                                                                               | 2015             | NRL All Stars        |
| Tyrone Peachey    | Zweite-Reihe-Stürmer                                                                      | 2015             | Indigenous All Stars |